# Gyula Illyés
Dans le nom hongrois Illyés Gyula, le nom de famille précède le prénom, mais cet article utilise l’ordre habituel en français Gyula Illyés, où le prénom précède le nom.
Gyula Illyés, né à Sárszentlőrinc le 2 novembre 1902 et mort à Budapest le 15 avril 1983, est un poète, nouvelliste et homme de théâtre hongrois.

## Biographie

### Jeunesse et premiers poèmes
Gyula Illyés est né dans une ferme du comitat de Tolna appartenant à une grande propriété où son père était mécanicien. Il vient donc d'un milieu social qui n'avait jamais encore produit d'œuvres littéraires, celui des domestiques agricoles vivant dans les latifundia hongroises.
Élève au lycée de Budapest, il y rencontre le milieu syndical et milite sous les deux révolutions hongroises (1918 puis la révolution de Béla Kun en 1919), s’engageant même dans un régiment ouvrier de l’armée pour participer aux combats sur le front roumain. Lié au parti communiste clandestin, Illyés doit prendre la fuite et émigre à Paris, où il étudie à la Sorbonne tout en travaillant comme ouvrier. Il côtoie le milieu du surréalisme français : Tristan Tzara, Louis Aragon et devient ami avec Paul Éluard. De retour à Budapest en 1925, il est employé de banque.
Ses premiers poèmes appartiennent à cette décennie avant-gardiste des années 1920, mais il finit par se détourner des revues hongroises de l’émigration de Vienne. Le jeune poète se fait remarquer par Mihály Babits. À la fin des années 1920, il est un écrivain connu. Illyés est l’une des figures principales du groupe népi (populiste en français) en cours formation et l’un des rédacteurs de la revue Válasz (Réponse). L’influence d’Illyés dans le regroupement des écrivains népi est sans conteste majeure. L’historien Miklós Lackó voit en Illyés le principal penseur du groupe et met l’accent sur l’importance de son idéologie. Il analyse les écrits de l’écrivain pendant les quelques années qui suivent la crise économique, avant le regroupement final des écrivains népi autour de la revue Válasz, comme la manifestation du désir d’Illyés de remplir un « rôle de médiateur » et de créer l’unification entre le radicalisme et le socialisme.

### Idéologie
La naissance de son idéologie se lit dans son texte publié dans Nyugat en septembre 1933, Pusztulás (Disparition) : il s’agit d’un carnet de voyage écrit à l’occasion d’une exploration du comitat du Baranya en juillet de la même année, où l’écrivain était allé rendre visite à Lajos Fülep à Zengővárkony. Fülep était un historien de l’art qui avait accédé à un poste de professeur à l’université sous la République des conseils, et qui, depuis la contre-révolution, vivait retiré en tant que pasteur dans ce bourg. L’écrit a un aspect de cri de douleur ; c’est un appel à l’aide qui frappera ses lecteurs : l’écrivain sonne l’alarme en montrant les ravages du système de l’enfant unique, du contrôle des naissances, et parallèlement, en signalant la croissance naturelle forte des Souabes. Illyés n’avait pas été le premier à tirer un tableau alarmant de la situation de la démographie hongroise : en 1927, János Kodolányi avait écrit « Le mensonge tue » sur ce sujet et l’avait remis au vice-président de la Chambre des députés. En 1929, Fülep lui-même avait rédigé une série de deux articles regroupés sous le titre de « La disparition de la race hongroise », publiés dans le journal gouvernemental Pesti Napló (Journal de Pest). La théorie d’Illyés est que la disparité des propriétés agricoles est malsaine. Les paysans auraient adopté le système de l’enfant unique par peur de la division des terres liée à l’héritage, mais aussi par crainte de la prolétarisation. Illyés clame donc la nécessité de la réforme agraire : « Ce n’est pas la pauvreté qui est la cause [de la disparition] mais la peur réelle de la pauvreté, donc comme résultat final, la destruction économique est tout de même la cause. »
En 1934, Illyés participe au Congrès des écrivains avec Lajos Nagy en Union soviétique, dont il tire un récit, Oroszország (Russie). En 1918 et 1919, beaucoup d’écrivains avaient été attirés par la révolution communiste, mais la défaite de la République des conseils et la répression contre-révolutionnaire les frappent tragiquement. Les courants progressistes sont brisés dans les années 1920, ce qui permet le renforcement à l’intérieur du pays des tendances conservatrices et de droite. Le parti communiste ayant été réduit à la clandestinité par la loi III de 1921, il se retrouve incapable de regrouper la gauche, en raison de son dogmatisme rigide, de sa mauvaise connaissance des problèmes de l’époque et des directives volontaristes données depuis Moscou. Il ne peut représenter un autre pole d’attraction. Son rejet de la social-démocratie « traître » le fait apparaître comme une secte. La bureaucratie autoritaire du Komintern, sa faiblesse idéologique, son incompréhension du phénomène fasciste en tant que mouvement de masse de l’extrême-droite et son impossibilité d’interpréter les phénomènes de la culture hongroise, lui interdisent de devenir une force qui compte. Lorsque le parti réévalue à partir de 1934 le véritable danger fasciste, Illyés comme les écrivains du groupe népi s’en sont déjà éloignés au profit de la recherche d’une « troisième voie ».

### Après la Seconde Guerre mondiale
De 1941 à 1944, Illyés est rédacteur en chef de la revue qui a pris la succession de Nyugat : Magyar Csillag (Étoile hongroise). La revue est supprimée au moment de l’occupation nazie de la Hongrie. Illyés est d’ailleurs inquiété et doit se cacher en province. Après la Libération, Illyés adhère au Parti National Paysan et participe dans les premiers temps à la vie publique. Il relance une version renouvelée de la revue Válasz. Mais la prise de pouvoir par les communistes en 1947 le met à l’écart de la scène politique. En 1950, il écrit Une phrase sur la tyrannie, montage de visions d’épouvante et de faits quotidiens, passé sous le manteau avant d'être publié en 1956 dans l’hebdomadaire Irodalmi Újság (Journal littéraire). Certains de ses écrits sont censurés par le régime communiste, comme son drame Le favori, écrit en 1963, qui ne sera joué qu’à Paris où il a gardé de nombreux contacts et amitiés littéraires. Illyés participe pourtant à certaines cérémonies, et cède aux sollicitations du pouvoir. Il intervient de ce fait plus facilement en faveur de certains écrivains opposants menacés.

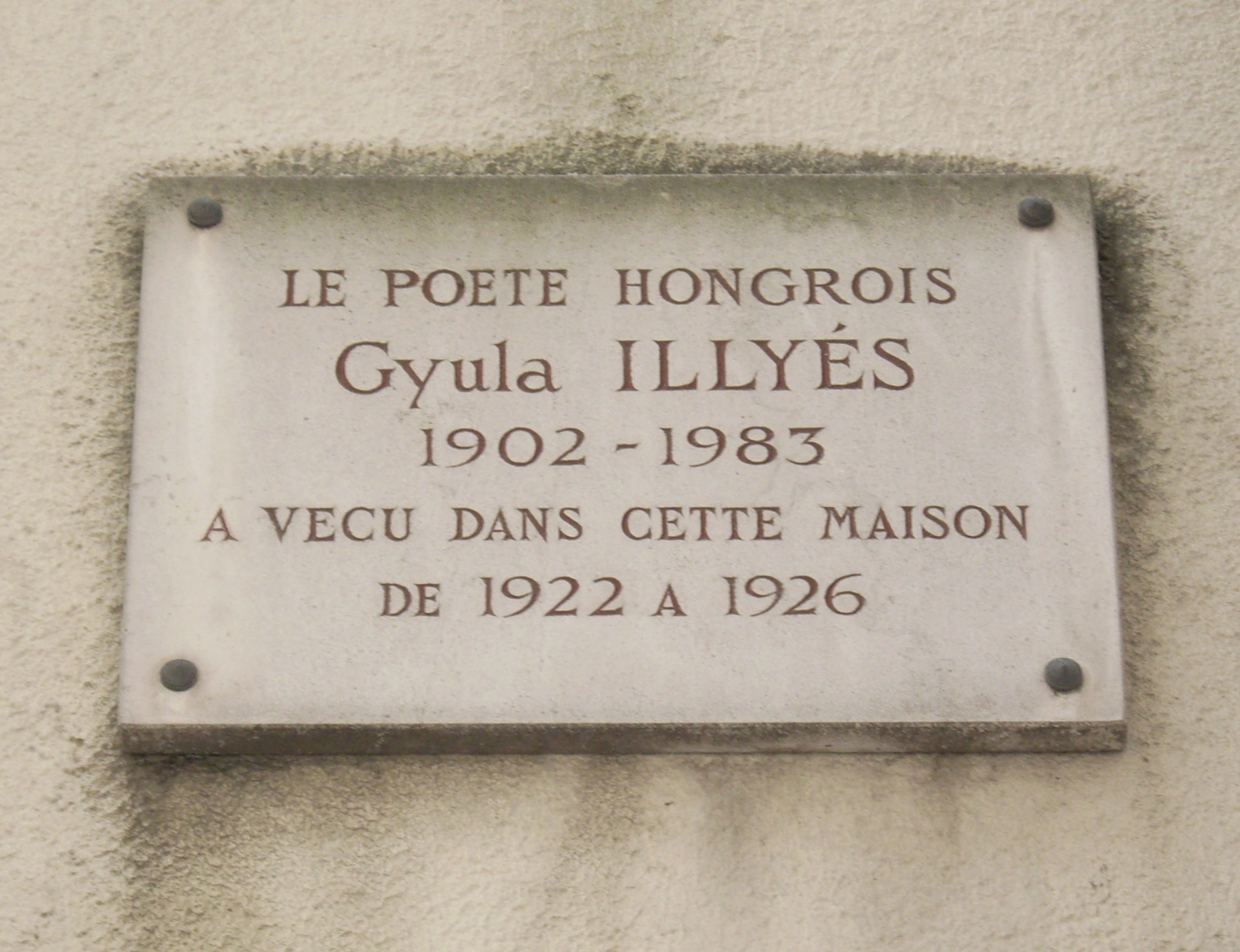
Plaque commémorative, 9, rue Budé à Paris

## Prix
- Prix Kossuth (1948, 1953 et 1970)
- Prix Attila József (1950)
- Prix Herder (1970)

## Œuvres
Illyés a produit une œuvre importante, dont A puszták népe (Ceux des pusztas) et une Vie de Sándor Petőfi en 1936, des recueils de poèmes tel que Rend a romokban (Ordre parmi les ruines) en 1937, qui est interdit et confisqué par le pouvoir, Les Magyars en 1938, les Huns à Paris en 1946, Racines capillaires en 1971 et Esprit et violence, interdit de publication en 1978, et mis en vente seulement en 1988. Illyés écrit jusqu’à sa mort. C'est sa Phrase sur la Tyrannie qui sera diffusée sur les ondes en 1989 pour célébrer la fin de l'ère communiste en Hongrie.

## Honneur
L'astéroïde (206574) Illyés est nommé en son honneur.